# SafeSearch

Página inicial do Google

SafeSearch é um recurso do Google Busca e do Google Imagens que atua como um filtro automatizado de pornografia e conteúdo potencialmente ofensivo e impróprio.
Em 11 de novembro de 2009, o Google introduziu a capacidade de usuários com Contas do Google bloquearem o nível do SafeSearch nas pesquisas na web e de imagens do Google. Depois de configurada, uma senha é necessária para alterar a configuração.
Em 12 de dezembro de 2012, o Google removeu a opção de desligar totalmente o filtro, exigindo que os usuários digitassem consultas de pesquisa mais específicas para acessar conteúdo adulto.
O SafeSearch também é frequentemente usado em computadores escolares para evitar que crianças em idade escolar acessem conteúdo pornográfico.

## Eficácia
Um relatório do Berkman Center for Internet & Society da Harvard Law School afirmou que o SafeSearch excluiu muitos sites inócuos das listagens de resultados de pesquisa, incluindo aqueles criados pela Casa Branca, IBM, American Library Association e Liz Claiborne. Por outro lado, muitas imagens pornográficas escapam pelo filtro, mesmo quando termos de pesquisa "inocentes" são inseridos. A lista negra de certos termos de pesquisa é dificultada por homógrafos (por exemplo, "castor"), e esta lista negra de certas URLs é tornada ineficaz pela alteração de URLs de sites pornográficos, e o software para marcar imagens com grandes quantidades de tons de pele como conteúdo pornográfico é problemático porque há uma variedade de tons de pele e as fotos de bebês tendem a ter muitos tons de pele.